# Guerra Civil dels abbàssides
La Guerra Civil dels abbàssides, també coneguda com a Quarta Fitna (809-827) va ser un conflicte entre els germans al-Amín i al-Mamun per la successió al Califat Abbàssida.

## Antecedents
El califa Harun ar-Raixid havia previst que després de la seva mort els seus dos fills lluitarien per la successió al califat i va decretar que al-Amín governaria el Califat Abbàssida fins a la seva mort, mentre que al-Mamun actuaria com a virrei de la província de Khorasan a l'est de l'Iran. Després, al-Mamun, o un dels seus fills succeïria al-Amin com califa, i a continuació algú triat per al-Amin.
El nou califa al-Amín va ordenar el retorn de l'exèrcit i el tresor, privant al seu germà de mitjans per liquidar la revolta a Transoxiana, Sistan i Kirman, on estava revoltat el xiïta Hamza ibn Abd Allah al-Shari des de 795. Però al-Mamun va seguir una política habil: va concedir autonomia als caps locals aconseguint el suport de l'aristocràcia, va augmentar el sou de l'exèrcit, va reduir un quart el kharadj, va restaurar l'eficàcia de l'administració i va celebrar diversos mazalim o assemblees que va presidir. Els fukaha i els mutakallim (mutazilites) que eren perseguits a l'Iraq, van ser ben rebuts i alguns foren consellers escoltats; ben aviat les diferents revoltes van quedar suprimides i només Hamza es va mantenir rebel al Sistan; les poblacions locals alides se li van sotmetre per un acord amb la dawa hashimiyya instal·lada a Merv.
Al-Amín, amb el suport del seu visir Al-Fadl ibn ar-Rabí, cap dels mawla del califa, Bakr al Mutamir (encarregat del segell) i al-Sindhi ibn Shahar (cap de la policia), va intentar guanyar suport a l'oest, i va fer alliberar a Ali ibn Isa ibn Mahan, a qui va nomenar cap de la guàrdia califal; L'abbàssida Abd al-Malik Salih que donava suport a al-Mamun, fou arrestat i Síria fou confiada a Thabit ibn Nasr, net de Malik ibn Haytham al-Khuzai (un dels dotze nukaba de la dawa ismaïlita hashimiyya i home de confiança d'Abu Muslim). Egipte, que estava governat per Abd al-Aziz ibn Abd al-Rahman al-Azdi descendent d'un dai hashimita i ex governador del Khurasan, era potencialment dissident i només Hedjaz on Zubayda, la reina mare, havia repartit diners, estava assegurada per al-Amin. El conflicte obert va començar el 810. Les províncies orientals defensant l'autonomia regional i les occidentals els privilegis, el centralisme i la successió patrilineal.
El primer acte fou el nomenament de Musa, fill infant d'al-Amin, com a hereu del califat. Una delegació va anar a Merv per convèncer a al-Mamun d'anar a Bagdad per exercir com a conseller del seu germà. Al-Mamun va refusar. Al-Amin va exigir llavors el pagament dels excedents dels impostos de Rayy, Kumis i Khurasan occidental; després va exigir nomenar agents fiscals al Khurasan i va seguir la designació d'un agent de correus (equivalent a agent d'informació) a Merv. Però ben aconsellat per Fadl ibn Sahl, al-Mamun va refusar totes aquestes pretensions que no s'ajustaven al disposat per Harun ar-Raixid. En resposa al-Amin va proclamar al seu fill Musa (fill d'una concubina) com primer hereu en perjudici d'al-Mamun, i a un altre fill, Abd Allah (també fill de concubina), com a segon hereu (en perjudici d'al-Mutamin). En resposta al-Mamun va agafar el títol d'imam a petició d'Ibrahim ibn Muhammad, fill de Muhammad ibn Ali, hereu d'Abu Hashim (el fill de Muhammad ibn al-Hanafiyya): l'imam tenia una autoritat religiosa per damunt de l'amir al-Muminim. Les comunicacions entre les dues parts de l'imperi van quedar tallades. Al-Mamun va comptar amb alguns agents secrets a la cort de Bagdad, especialment al-Abbas ibn Isa, fill de l'antic hereu Isa ibn Musa (que havia estat obligat a abdicar) i alguns altres reclutats per Fadl ibn Sahl.
Al-Amin va ordenar al seu germà entregar el Khurasan i al no obtenir resposta va nomenar a Ali ibn Isa ibn Mahan com a governador del Djibal (districtes de Qom, Nihawand, Hamadan i Esfahan) amb l'encàrrec de restaurar el poder del califat a Khurasan (març del 811). Les seves forces eren principalment els abna al-dawla, khurasanians establerts a l'Iraq. Entre aquests, destaca Khuzayma ibn Khazim, fill de Khazim ibn Khuzayma (governador dels Awasim, Djazira i Síria del Nord).
Abd Allah fill del nakib al-Malik ibn al-Haytham al-Khuzai, que tenia molts parents al camp d'al-Amin, va refusar la direcció dels afers militars, i també ho va fer Yahya ibn Muadh ibn Muslim, mawla dels Banu Dhuhl i veterà de l'exèrcit d'Harun ar-Raixid. Això va obrir la porta a la promoció del general Tahir ibn al-Husayn de Bushandj, parent d'Abu Mansur Talha ibn Zurayk, mawla dels Khuzaa (un dels dotze nukaba de la dawa hasimiyya encarregat de la correspondència amb l'imam Ibrahim). Tahir governava la seva vila natal i havia participat en la revolta de Rafi ibn al-Layth contra Ali ibn Isa ibn Mahan (fins a la seva destitució per Harthama ibn al-Ayan el 808).

## La guerra civil
Al-Mamun va nomenar Tahir ibn al-Husayn governador del Djibal el 811, i fou enviat a Rayy amb un petit exèrcit (5.000 homes) per enfrontar-se a Ali ibn Isa ibn Mahan que avançava amb 40.000 homes. Els dos exèrcits es van trobar a prop de Rayy i en la batalla va morir Ali ibn Isa (3 de juliol del 811) i això va donar la victòria a Tahir que va rebre el títol honorífic de Dhu l-Yaminayn (Tahir Abu l-Tayyib Dhu'l-Yaminayn ibn al-Husayn ibn al-Musab).
Tahir va ocupar Qazvín i va avançar cap Hamadan on s'havia retirat l'exèrcit del califa, que va rebre 20.000 homes de reforç des d'al-Anbar manat per Abd-ar-Rahman ibn Jabala al-Abnawí, on fou assetjat però altre cop Tahir fou victoriós i Ibn Djababa va resultar mort a la batalla d'Asadabad (812). Amb la conquesta de tot el Djibal s'obria la ruta a Bagdad.
Al-Amín va mobilitzar dos exèrcits més, un dels abna al-dawla amb 20.000 homes manats per Abd Allah ibn Humayd, i un altre, també de 20.000 homes, àrabs manats pel qaysita Ahmad ibn Mazyad al-Shaybani de la tribu dels Banu Rabia de la Djazira. Tahir va explotar la rivalitat dels dos grups i els va poder enfrontar un contra l'altra. Al-Amin va haver de reclutar gent a Síria on el 811 havia patit una revolta sufiànida. Abd al-Malik ibn Salih fou restaurat com a governador dels Awasim (Djazira i Síria) i al-Husayn ibn Ali ibn Isa (fill d'Ali ibn Isa ibn Mahan) fou encarregat del reclutament, però les rivalitats entre qaysites i kabites o iemenites no afavorien la situació.
Al-Husayn ibn Ali va donar un cop d'estat a Bagdad el març del 812 i va fer arrestar a al-Amin, proclamant a al-Mamun, però quan va abandonar Bagdad per anar a combatre a Tahir, un contracop va restaurar a al-Amin i al retornar al-Husayn fou mort pels seus antics companys. El visir al-Fadl ibn al-Rabi, veient la causa d'al-Amin perduda a mitjà termini va passar a la clandestinitat i al-Amin va nomenar al seu lloc al seu katib al-sirr (secretari) Ismail ibn Sulayh al-Harrani, que no havia estat mai partidari de la guerra civil. Al mateix temps al-Mamun era proclamat califa únic a Merv i Fadl ibn Sahl rebia el títol de Dhu Riasatayn (comandant civil i militar). Tahir va rebre orde d'avançar cap al Khuzestan defensat pel muhallàbida Muhammad ibn Yazid ibn Hatim (resident a Ahwaz). Tahir el va derrotar i el muhallàbida de Bàssora, Ibn Abi Uyayna, es va sotmetre a Tahir i a al-Mamun i va salvar la posició de la família, sent nomenat governador d'Aràbia oriental (Bahrayn després al-Ahsa, Yamama i Oman) mentre el govern de Bàssora fou donat al príncep abbàssida Ismail ibn Djafar.
Tahir va avançar cap a Kufa, on van trobar resistència, i després cap a al-Madain que van ocupar, arribant a l'oest de Bagdad. Un segon exèrcit corasmi manat per Hàrthama ibn Àyan fou enviat per al-Mamun per ajudar a ocupar la capital (agost del 812). El setge de Bagdad va durar tretze mesos, per la resistència especial dels ayyarun, sorgits del petit poble, que actuaven com a guerrilla urbana que va aconseguir aturar a l'exèrcit regular de Tahir; aquest va bombardejar la ciutat i la va destruir en part. Progressivament les províncies occidentals van reconèixer a al-Mamun: a l'Hedjaz sota influència del cap del pelegrinatge al-Abbàs ibn Mussa ibn Issa; Egipte amb el suport del kalbites iemenites; Ifríqiya sota els aglàbides (que reconeixien qualsevol poder establert); Síria del nord i Djazira, al perdre al seu governador Abd al-Malik ibn Sali, mort el 812, es va fer autònoma, imitada per l'Azerbaidjan i per Armènia.
Al-Amin fou abandonat pels seus que van negociar amb Tahir. Finalment es va rendir (setembre del 813) a Harthama ibn Ayan, que el va tractar amb respecte i l'haguera salvat, però va caure en mans de Tahir que el va fer executar la nit del 24 al 25 de setembre del 813.

## Conseqüències
Tahir ibn al-Husayn fou nomenat governador dels Awasim i Hasan ibn Sahl (germà del visir d'al-Mamun, Fadl) fou nomenat governador de l'Iraq. Tahir va haver de combatre contra Nasr ibn Shabath al-Ukayli al-Laythi, net d'un dels principals caps kaysites, fortificat a Kaysum al Diyar Mudar (i va plantar cara fins al 825). A l'Azerbaidjan els caps àrabs es van erigir en senyor de les viles que controlaven (però la seva autonomia es va acabar el 821). A finals del 814 Harthama ibn Ayan fou nomenat governador de l'Hedjaz i Síria però no en va prendre possessió.
Al-Ma'mun va cedir el govern de Khorasan i Transoxiana als samànides en 819 pel seu suport en la Guerra Civil, Nuh ibn Àssad va rebre el govern de Samarcanda, Àhmad ibn Àssad el de Ferganà, Yahya ibn Àssad el govern de Shash i Ushrushana i Ilyas ibn Àssad el d'Herat.